# 安平五洋行

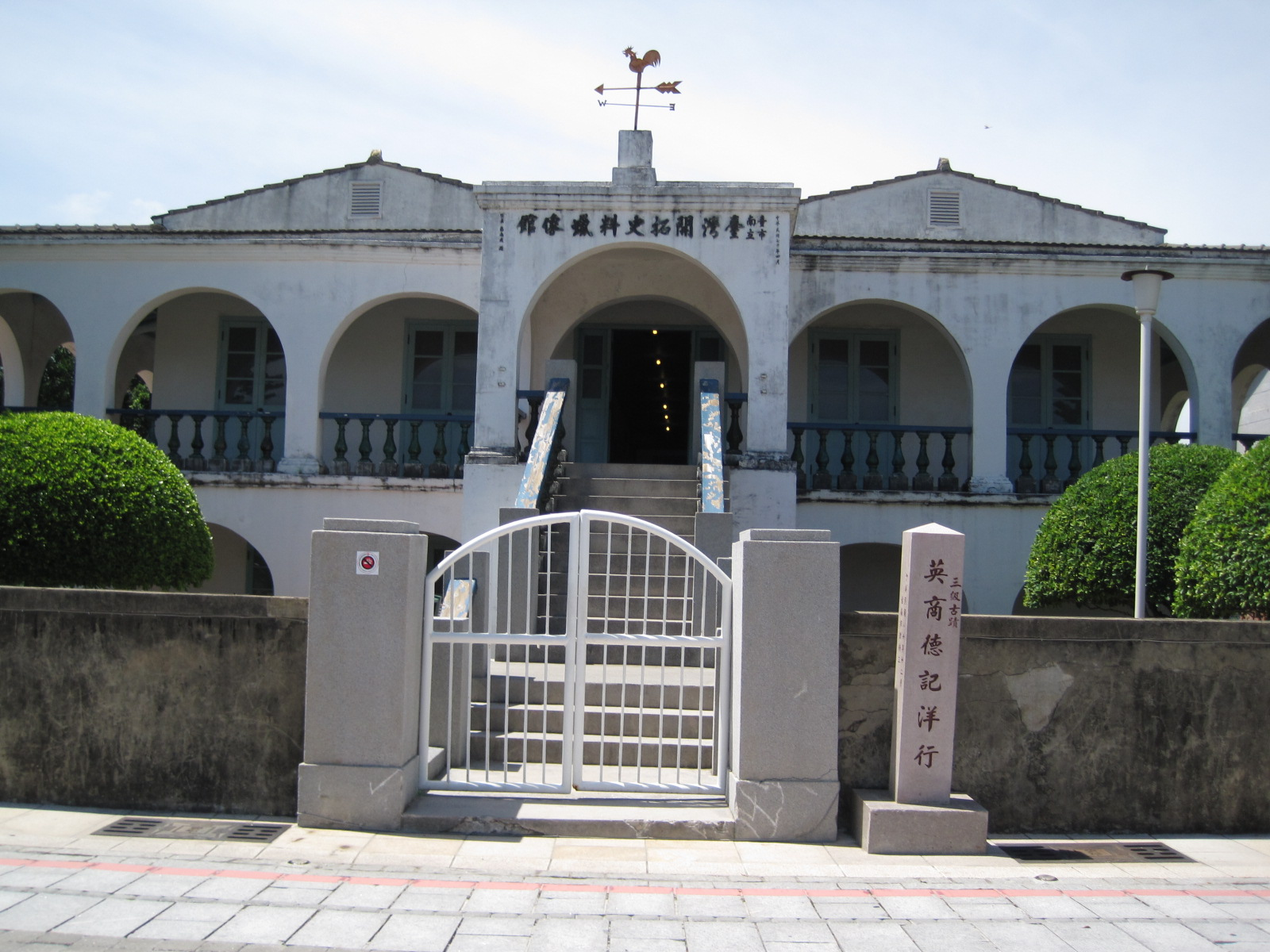
德記洋行

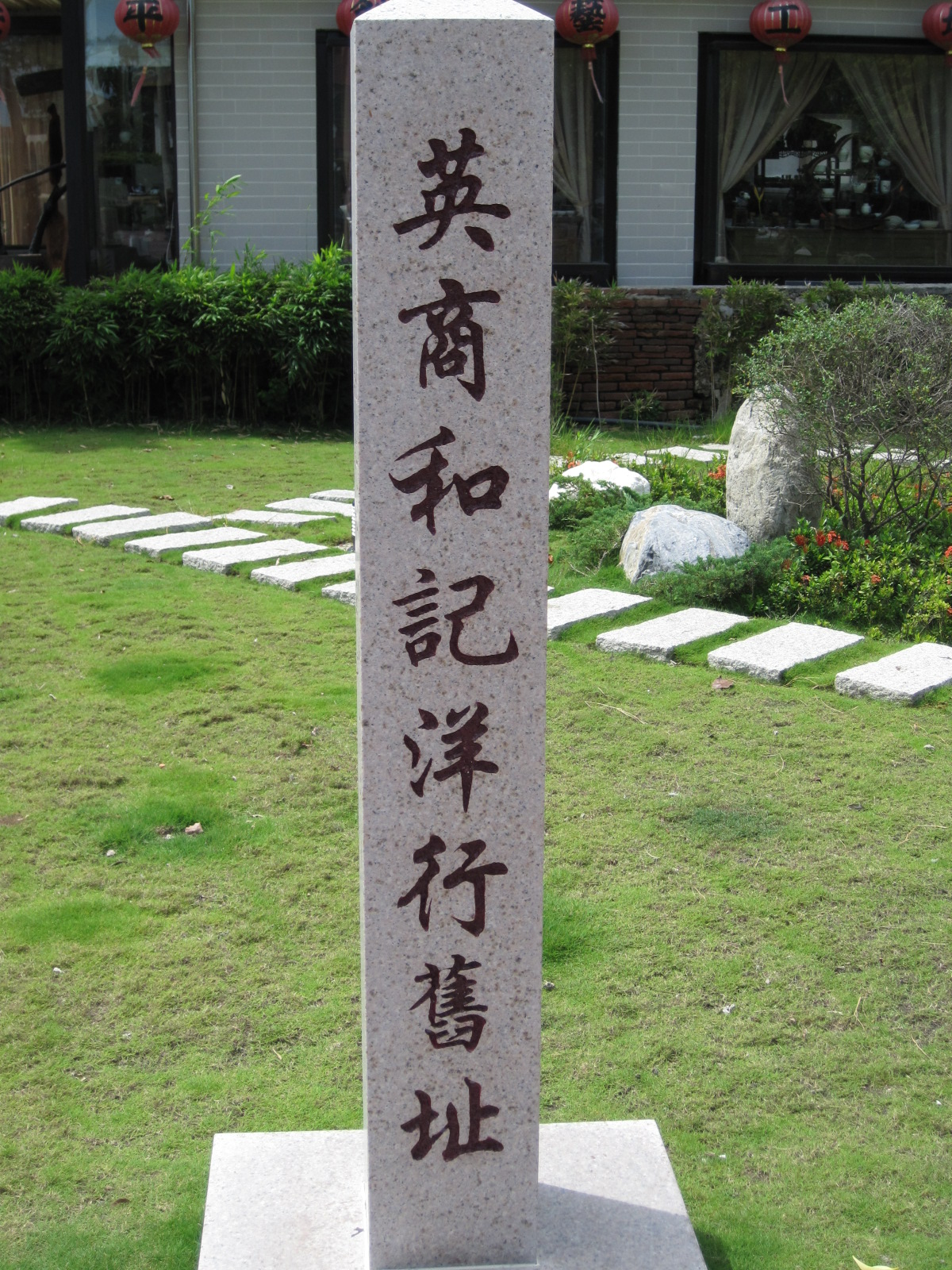
和記洋行舊址碑

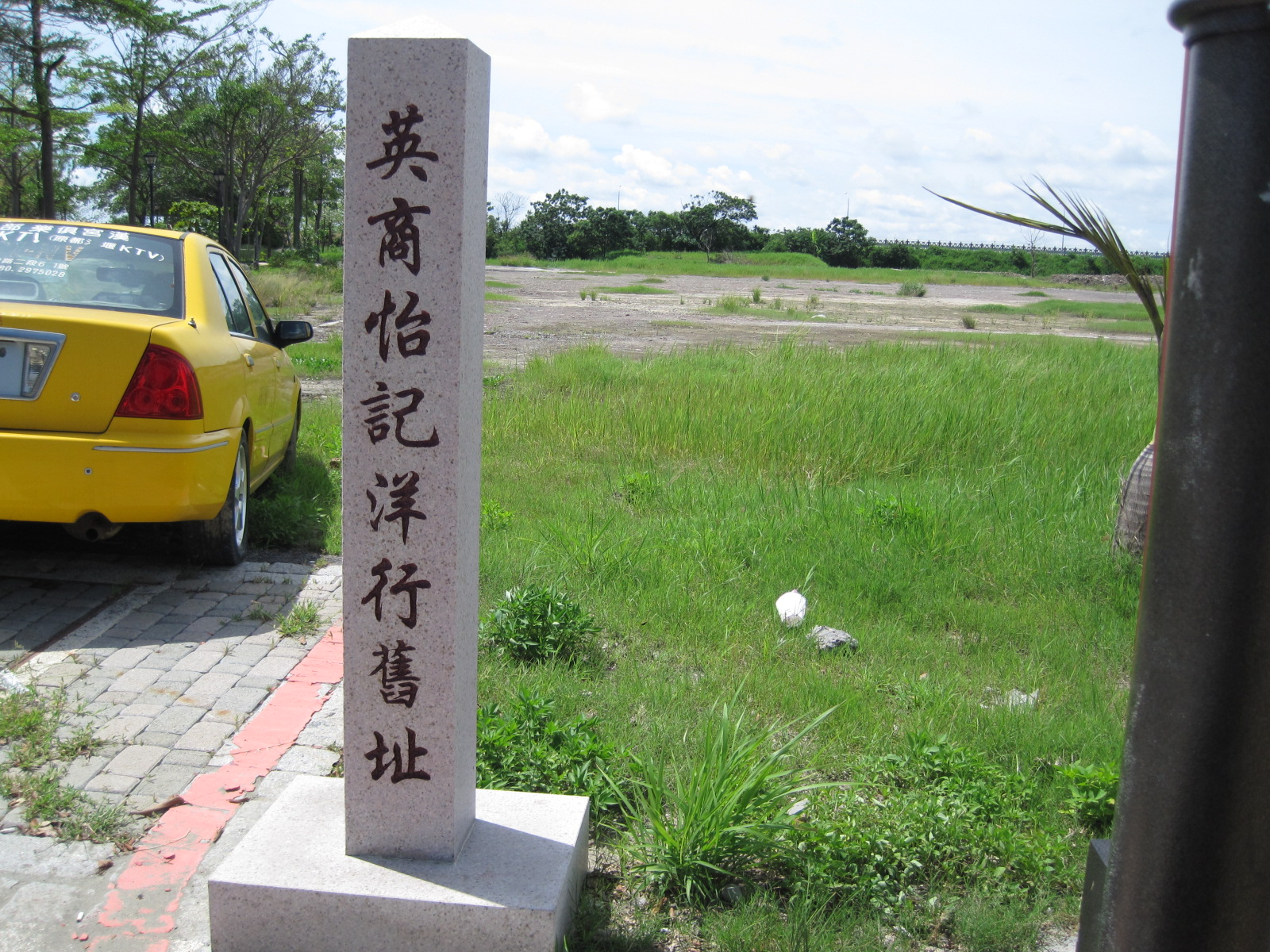
怡記洋行舊址碑

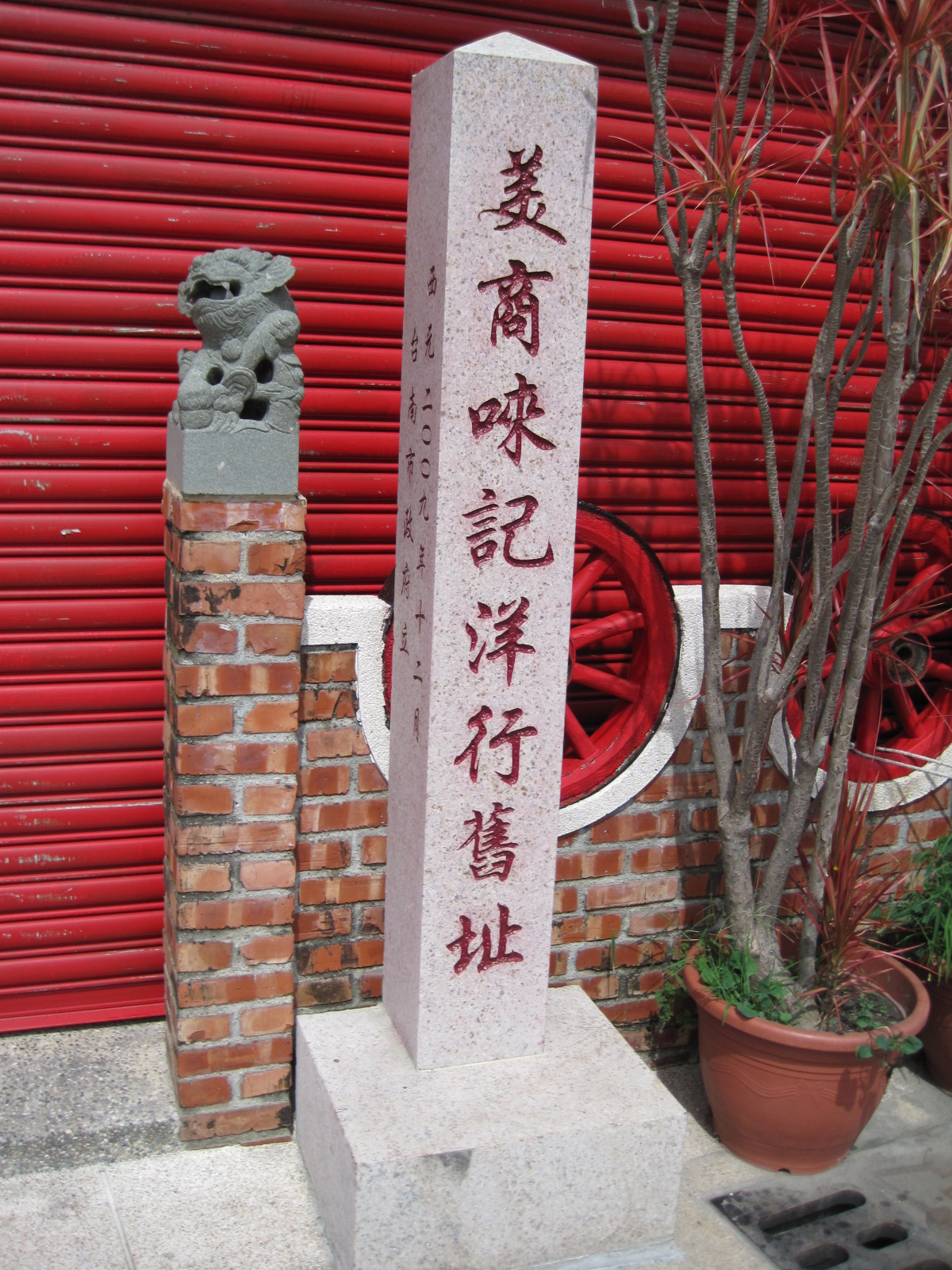
唻記洋行舊址碑

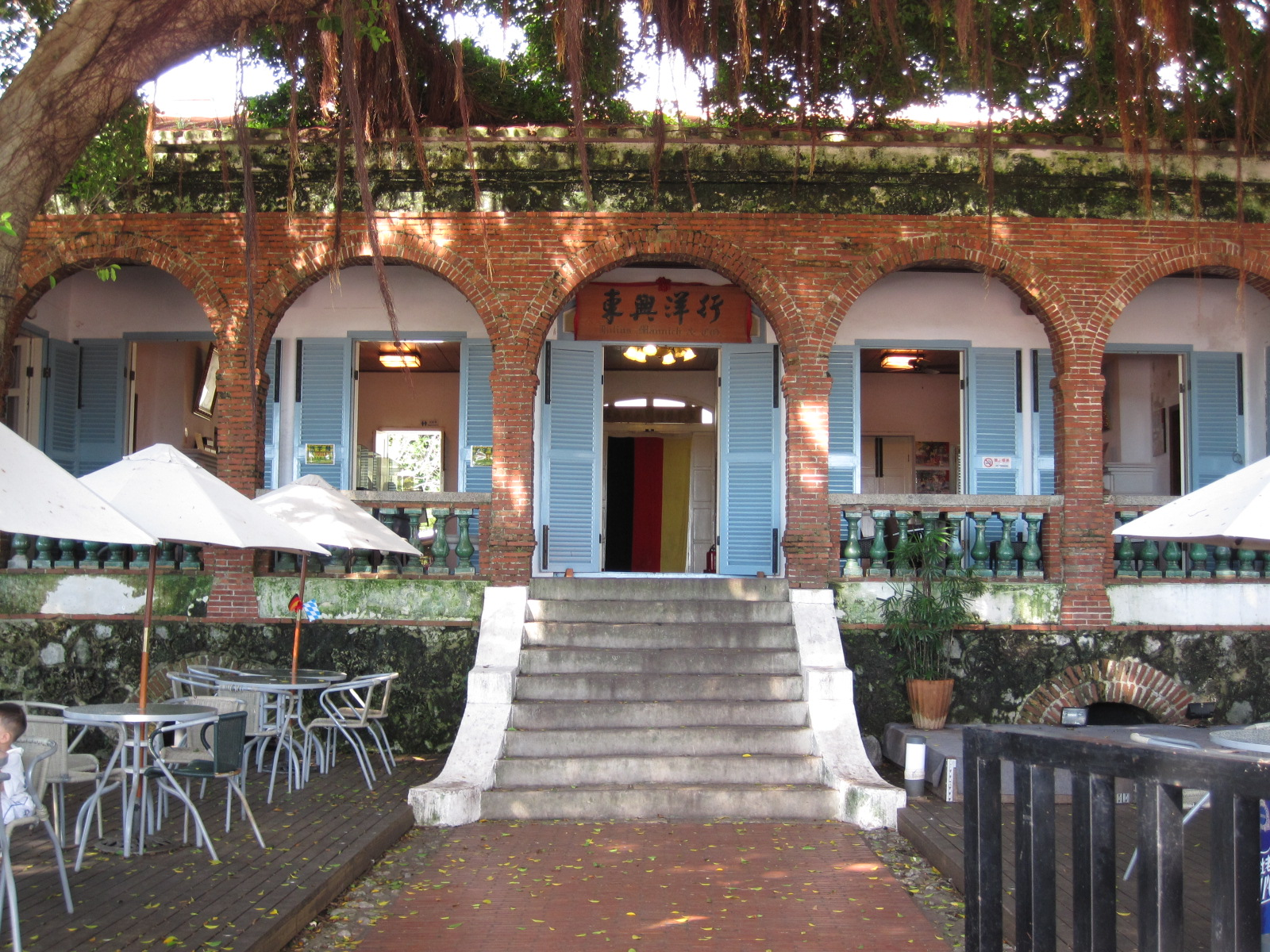
東興洋行

安平五洋行指的是清同治年間陸續在今臺灣臺南市安平區開設的德記洋行、和記洋行、怡記洋行、唻記洋行與東興洋行。其中除了德記洋行與東興洋行的建築物仍保存下來之外，其他三間洋行都已不存。安平地區還有其他較小規模的洋行，以這五家為主要代表。

## 历史
因為天津條約的簽訂，安平在清同治三年（1864年）設立海關，正式開港。此後英國商人在同治六年（1867年）開設了德記與怡記洋行。開港初期的洋商多半是租用當地民宅開業，光緒年間的洋商開始向官方申請在碼頭旁填築海灘地，建造自己的房舍與貨棧。
乙未割臺後，由於鴉片與樟腦變成臺灣總督府府專賣，使得洋行的貿易主要僅靠糖來支撐，貿易額減到三分之一。到了明治四十三年（1910年）時，安平只剩下怡記與德記洋行，兩洋行最後在次年（1911年）也結束營業，結束了洋行在安平的歷史。

## 各洋行簡介

### 德記洋行
德記洋行（Tait & Co.）成立於1867年，由英商馬遜（J. C. Masson）、布爾士（R. H. Bruce）經營。剛開始是在安平租屋開業，1879年向夏獻綸申請租用英國領事館（今西門國小）北側海灘地興建屋舍。1911年撤離後，原有房舍變成大日鹽業會社的營業所。
二次大戰後，洋行建築改為臺南鹽場辦公處，不久又作為宿舍。後於1979年由臺南市政府接收，整修後於洋行內設立臺灣開拓史料蠟像館。

### 和記洋行
和記洋行（Boyd & Co.）建物現已不存，原址位在東興洋行北邊，設立於1867年，負責人是羅拔·克萊（Robert Craig）與卡利那（F. Gardiner），主要業務是茶與保險代理。安平的和記洋行只是一個據點，總部位在廈門，另外在大稻埕也有據點。

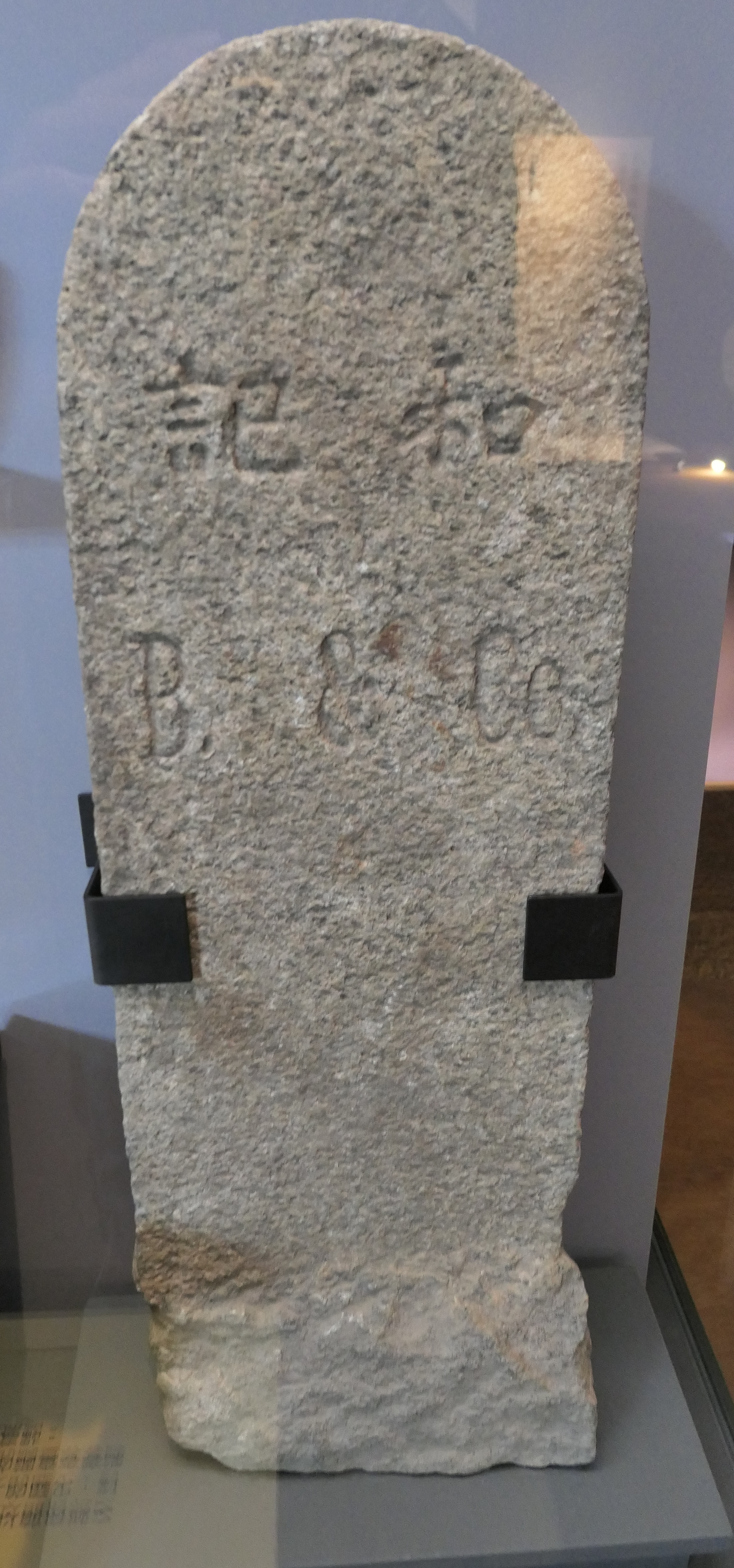
安平和記洋行界址碑

### 怡記洋行
在安平曾先後有兩個怡記洋行，最初的怡記洋行（Elles & Co.）於1867年成立，後來在1883年結束營業後，該行職員阿蘭·培因（Adam W. Bain）沿用「怡記洋行」這個中文名在安平開設自己的洋行（Bain & Co.），但跟原本的怡記洋行無關:38。該洋行（Bain & Co.）主要業務有包攬電線工程與保險代理。結束營業後，其建築曾作為大阪商船會社安平支店使用。
二次大戰後，怡記洋行（Bain & Co.）建物尚存，被用為安平聯勤橡膠廠員工宿舍。1992年因附近的履鋒東村改建工程，引發保存爭議。臺南市政府民政局邀請專家學者於5月28日會勘後，因多數專家學者認為已無保存價值，民政局不將怡記洋行列為古蹟，同意國防部聯勤廠將之拆除以配合改建工程。然而認為應保存的學者則試圖翻案，內政部史蹟維護科也對此議題表示關切。為此內政部曾發出特急件公文給臺南市政府要求填報古蹟調查表，並在報審期間暫緩拆除，但是洋行建築仍在6月9日遭到拆除。對此臺南市政府民政局認為之前的古蹟審查已經不將怡記洋行列為古蹟，故拆除行為合法，但內政部史蹟維護科科長趙文傑則認為此理由不充分，指出像臺南地院原本也不列為古蹟，後來才改列古蹟。
2009年，許添財任市長時，一度推動「怡記洋行風貌再現」擬重建洋行，並甄選建築師，唯始終未進入實際建設階段。

### 唻記洋行
唻記洋行（Wright & Co.）由商人希士頓（Robert J. Hastings）於1886年設立，位置在德國領事館北邊。經營業務是糖、樟腦和其他雜貨，後來在1897年撤離安平。

### 東興洋行
由德國商人東興（Julius Mannich）與彼得森（J. Peterson）成立，確切年代不明，但在1880年的海關報告上已經有東興洋行的存在。除安平本行之外，在打狗(今高雄一帶)設有分行，並在鹽水跟林杞埔（今南投竹山）設有貨棧以收購商品。
日治時期，因為樟腦專賣制度的實施，東興洋行業績受到打擊，而在1898年離開安平。此後1901年設置臺南廳安平支廳時，東興洋行建築被用為安平支廳的廳舍，1920年後改為臺南警察署安平派出所。二次大戰後曾作為宿舍使用，而後閒置荒廢，1980年代才由臺南市政府收回整修。